# لوچیانو گونزالس (بازیکن فوتبال)
لوچیانو گونزالس (انگلیسی: Luciano González؛ زادهٔ ۲۳ آوریل ۱۹۸۱) بازیکن فوتبال اهل اسپانیا است.
از باشگاه‌هایی که در آن بازی کرده‌است می‌توان به باشگاه فوتبال دپورتیوو آلاوس و باشگاه فوتبال رئال مورسیا اشاره کرد.